# Roberto Gutiérrez
Roberto Gutiérrez Díaz (ur. 15 marca 1991 w Santa Cruz de Tenerife) – hiszpański piłkarz występujący na pozycji bramkarza w UE Llagostera.